# Parque Estadual das Sete Passagens
O Parque Estadual das Sete Passagens (PESP) é um parque estadual da Bahia criado em 2000. O parque se encontra dentro do município de Miguel Calmon, região da Chapada Norte e fica a 367 km da capital baiana, Salvador. Está dentro do bioma Caatinga e da bacia hidrográfica do Rio Itapicuru, o parque é o berço de algumas nascentes do Rio Itapicuru-mirim, um afluente do rio Itapicuru. Desde 2014, o parque conta com um plano de manejo aprovado que regulariza as atividades de conservação, visitação e pesquisa dentro do parque.

## Trilhas
Atualmente, o parque possui cinco trilhas dentro de sua área:
- Trilha do Campo Limpo: Extensão de 3 km, é a área mais acessível do parque para visitantes.

- Trilha do Capão Grande: Extensão de 6,5 km, passa por áreas de diversas altitudes.

- Trilha da Grota de Dona Antônia: Trilha com a maior extensão, 8,9 km, ao seu final chega até um vale extenso no limite da área do parque.
- Trilha do Vale do Dandá: Extensão de 2,8 km, é um aclive em boa parte de sua extensão.
- Trilha do Vale do Jajaí: Possui extensão de 1,5 km e é localizada ao lado da sede do parque.